# Deroplia varii
Deroplia varii är en skalbaggsart som först beskrevs av Stefan von Breuning 1981.  Deroplia varii ingår i släktet Deroplia och familjen långhorningar. Inga underarter finns listade i Catalogue of Life.